# Buslijn 145 (Badhoevedorp-Hoofddorp)
Buslijn 145 was een streekbuslijn geëxploiteerd door Connexxion; de lijn verbond Badhoevedorp met Hoofddorp.

## Geschiedenis

### Lijn 5/55
Op 15 mei 1938 werd door de toenmalige streekvervoerder Maarse en Kroon een buslijn 5 ingesteld tussen het Marktplein in Hoofddorp, Badhoevedorp, Sloten en het Surinameplein in Amsterdam. Op 14 april 1947 werd een andere lijn ingesteld tussen Hoofddorp, Nieuw Vennep, de Kaag, Warmond en Leiden. Deze lijnen werden later gecombineerd tot een doorgaande lijn Amsterdam - Leiden. Ook was er een aftakking lijn 14 naar Hillegom.
In 1967 bij de ingebruikname van Schiphol-Centrum kreeg de lijn het lijnnummer 55. De lijn werd verlegd langs Schiphol-Centrum met een halte op het M&K busstation. Gelijktijdig kreeg de lijn een snellere route tussen Schiphol en Amsterdam en reed voortaan via de Oude Haagseweg naar het Surinameplein. Vandaar werd via de Overtoom en Nassaukade naar het Centraalstation gereden waar de lijn een standplaats kreeg in het Prins Hendrikplantsoen. De lijn bood een snelle verbinding tussen Schiphol en Amsterdam en was daarbij een goedkoper alternatief voor de KLM-busdienst. Het traject door Badhoevedorp en Sloten en de tak naar Hillegom werden verlaten en vervangen door een nieuwe lijn 24. Ook kwam er een tak naar Hoofddorp, Heemstede en Haarlem waarbij tussen Amsterdam en Hoofddorp een halfuurdienst werd geboden.  
In juni 1973 fuseerde M&K met de NBM tot Centraal Nederland en kreeg de lijn weer het lijnnummer 5, de tak naar Haarlem kreeg het lijnnummer 15 en lijn 24 het lijnnummer 44en lijn 5 reed tussen Amsterdam en Hoofddorp in samenhang met lijn 15 naar Haarlem. 
Op 16 oktober 1977 werd binnen Amsterdam stadsvervoer ingesteld door de komst van het zonetarief. Er werd nu in samenhang met lijn 15 en 45 een kwartierdienst tussen Amsterdam en Schiphol/Hoofddorp gereden en een halfuurdienst in samenhang met lijn 45 tussen Hoofddorp en Nieuw Vennep. Over het gehele traject reed lijn 5 een uurdienst.
Lijn 15 werd in 1978 vernummerd in lijn 25 in verband met een doublure met GVB lijn 15. Binnen Amsterdam werd namelijk voortaan tussen het Surinameplein en het Centraalstation via de Hoofdweg en de Jan van Galenstraat gereden omdat door de komst van de vrije trambaan van tramlijn 1 de ruimte op de Overtoom te beperkt was en de bussen regelmatig in de file naast de trambaan stonden. Hoewel de nieuwe route langer was dan de oude, was de reistijd meestal korter maar vooral reed de bus voortaan regelmatiger.

### Lijn 145

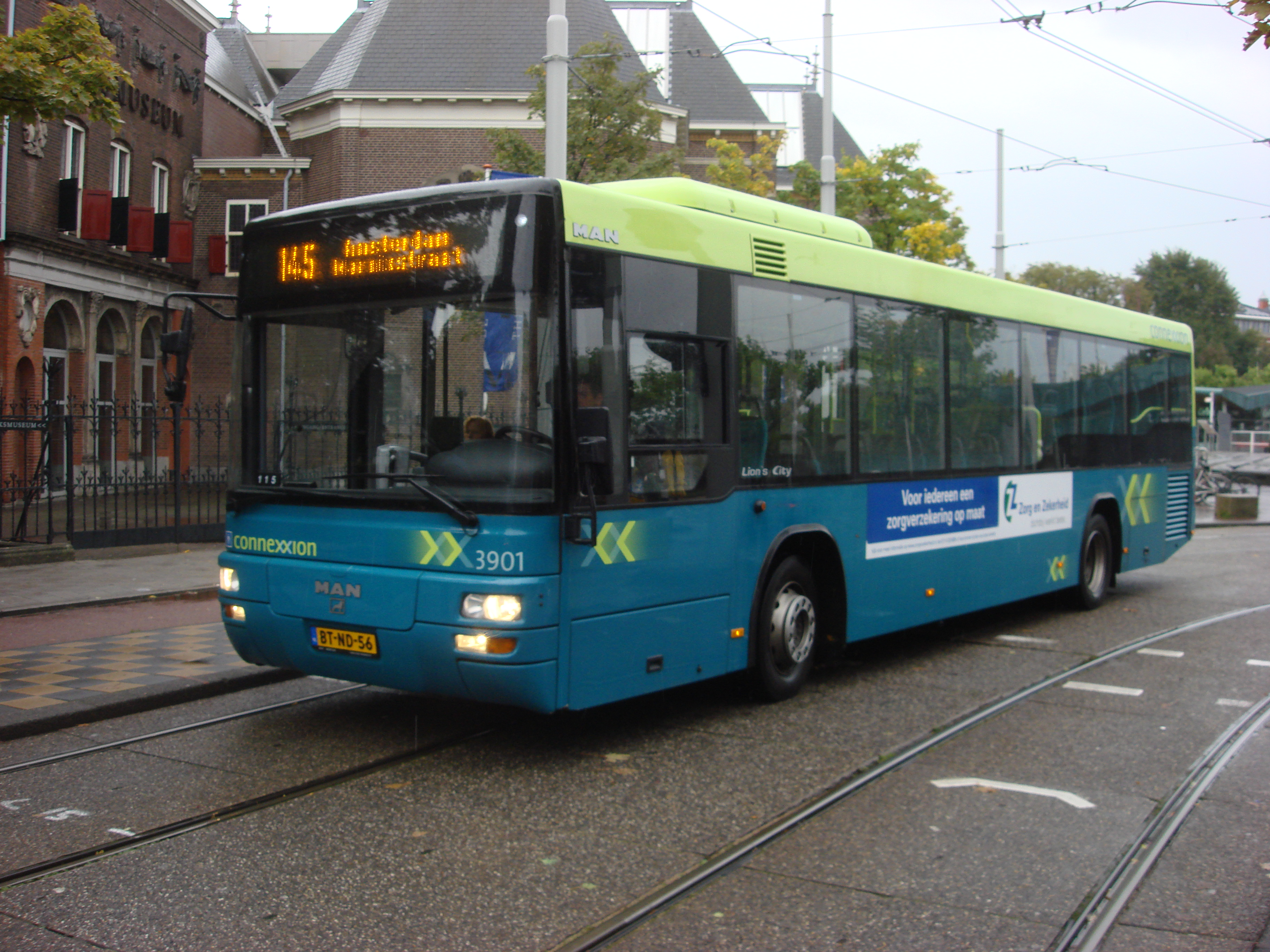
Connexxion bus 3901 op lijn 145 in de Hobbemastraat voor het Rijksmuseum waar de lijn sinds 2016 niet meer rijdt

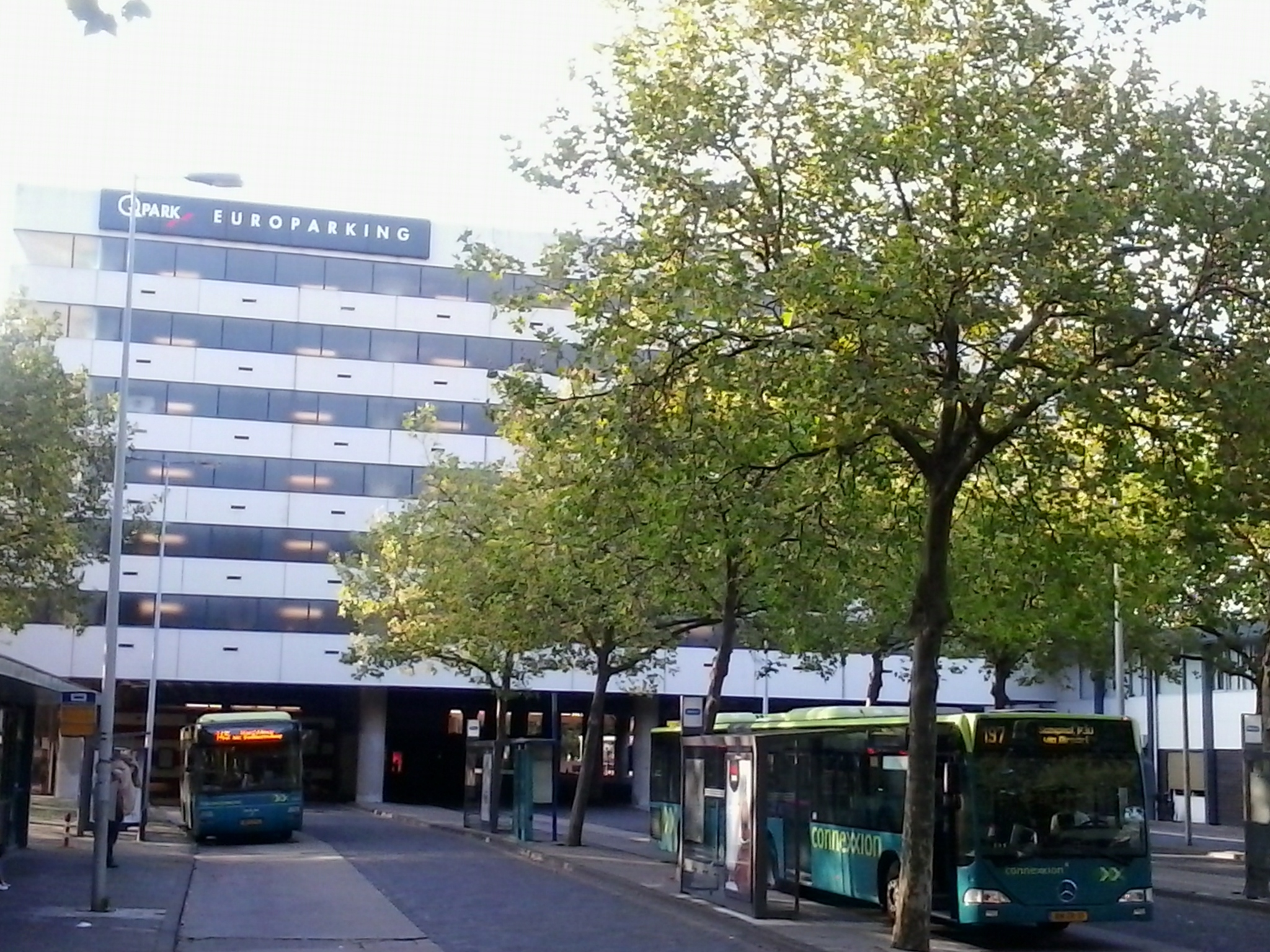
Het busstation Marnixstraat/Elandsgracht in 2014, met links een bus van lijn 145, die hier tot eind 2015 eindpunt had.

In 1980 begon CN systematisch de lijnnummers te verhogen om doublures binnen Amsterdam te voorkomen. De ex MK-lijnen kwamen op 31 mei 1981 aan de beurt. De 100-nummers waren al in gebruik en dus werd lijn 5 tot 145 vernummerd. Lijn 25 werd 143 en 45 werd vervangen door 144 waarmee de combinatie 143/144/145 een kwartierdienst tussen Schiphol en Amsterdam vormde. Lijn 143 reed 2 maal per uur en lijn 144 en 145 ieder één keer per uur.
Door de komst van de westtak van de Nederlandse spoorwegen werd de lijn op 1 juni 1986 ingekort tot het traject Leiden-Hoofddorp waar de lijn samen met de eveneens ingekorte lijn 144 voortaan bij het station Hoofddorp eindigde. Lijn 143 werd geheel opgeheven en op het traject naar Haarlem vervangen door de verlengde lijn 174. Tussen Nieuw Vennep en Hoofddorp werd een halfuurdienst gereden en naar Leiden een uurdienst. In de avonduren was de dienst naar Leiden beperkt.
In 1993 werd lijn 145 samen met lijn 144 gekoppeld aan buslijn 179 en reed via Badhoevedorp en Sloten naar het Haarlemmermeerstation grotendeels de oorspronkelijke route uit 1938, en vandaar via de Lairessestraat en het Leidseplein naar het busstation bij de Marnixstraat en Elandsgracht. Na een half jaar werd lijn 144 weer ingekort tot station Hoofddorp en reed alleen lijn 145 de route naar Amsterdam.
In mei 1994 werd CN opgeheven en verdeeld (feitelijk teruggesplitst) tussen NZH en Midnet; lijn 145 was voortaan een NZH-lijn. In mei 1999 fuseerden NZH en Midnet met de omringende streekvervoerders tot Connexxion, alweer de vierde exploitant voor lijn 145.
In 2008 verviel het traject tussen Nieuw Vennep en Hoofddorp en kreeg de lijn zijn huidige route. In Amsterdam reed de lijn tussen de Sloterbrug en het Haarlemmermeerstation feitelijk als GVB stadsdienst, over de route van de voormalige  tractortram later bus; maar eigen GVB plaatsbewijzen ("GVB Only" en wegwerpkaarten voor een enkele rit) waren niet geldig.             
Op 13 december 2015 wordt de lijn vanaf de Sloterbrug verlegd via Nieuw Sloten en Slotervaart naar het Station Lelylaan. Het traject langs de Sloterweg en het Hoofddorpplein en naar het Busstation Elandsgracht verviel. In Badhoevedorp werd de route gestrekt, maar de frequentie tussen Badhoevedorp en Station Lelylaan werd verdubbeld.
Op 11 december 2016 keerde de lijn gedeeltelijk weer terug op zijn oude route over het westelijke gedeelte van de Sloterweg tot de Anderlechtlaan waarmee het grootste deel van het dorp Sloten maar ook het Sportpark Sloten weer zijn openbaar vervoer herkreeg.

### Lijn 195 en 145
Op 10 december 2017 werd het traject in Amsterdam en Badhoevedorp samengevoegd met de nieuwe lijn 195 van het Schipholnet. Het werd de vijfde lijn die dit nummer draagt en is feitelijk de opvolger van de lijn die door het GVB werd gereden. Een aantal ritten blijft onder het lijnnummer 145 bestaan als scholierenlijn tussen Badhoevedorp en Hoofddorp.

### Lijn 192
Op 25 augustus 2019 werd lijn 145 vernummerd in lijn 192. Deze is opgenomen in het Schipholnet. De route werd vanaf Badhoevedorp verlengd naar Knooppunt Schiphol-Noord.